# Metal Electrode Faces

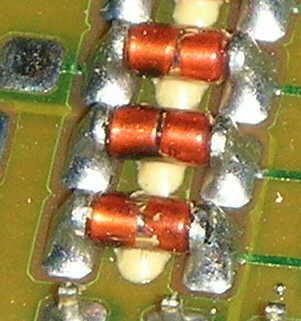
SMD-Bauelemente in zylindrischer Bauform

Metal Electrode Leadless Faces (MELF) ist eine zylinderförmige Bauform von SMD-Bauteilen mit zwei Anschlüssen. Die Stirnflächen sind als Kontakte ausgebildet. Anschlussfahnen oder -drähte fehlen (leadless).
Meist handelt es sich um Dioden und Widerstände.

## Besonderheiten von MELF-Widerständen
Obwohl sie wesentlich größer und teurer als Chip-Bauformen sind, werden MELF- und Mini-MELF-Gehäuse weiterhin produziert und eingesetzt. Das liegt zum Beispiel bei Widerständen daran, dass Kenngrößen wie Impulsbelastbarkeit, Temperaturstabilität, Langzeitstabilität und Spannungsfestigkeit sowie genau spezifiziertes Verhalten im Fehlerfall (Sicherungs-Widerstand) mit MELF besser erreicht werden.
Für die Funktionale Sicherheit bieten MELF-Widerstände den Vorteil, dass auch im Fehlerfall des Bauelements die Fehlerart Kurzschluss normativ ausgeschlossen werden kann (DIN EN ISO 13849-2:2013 Tabelle D.14). Damit muss dieser Fehler nicht betrachtet werden und hat kein Einfluss auf die Hardwarefehlermetrik.

## Nachteile von MELF
Der Nachteil des MELF-Gehäuses liegt darin, dass die Bauteile beim Bestücken dazu neigen, davonzurollen. Deshalb werden MELF oft verklebt, bevor sie gelötet werden.

## Bauformen und Größen
Die Bauformen für SMD-MELF-Widerstände werden nach der EN 140401-803 bzw. nach DIN EN 140401-803 definiert, wobei der vierstellige Code die DIN-Angaben für Durchmesser und Bauteillänge in mm definiert. Die Angaben unterliegen den Toleranzen der jeweiligen Hersteller. Die folgenden Angaben beziehen sich beispielhaft auf die SMD-MELF-Widerstände des Herstellers Vishay Beyschlag.
| Name       | Abkürzung  | Alternative Bezeichnung | Abmessung L × ⌀ | Max. Verlustleistung | Max. Nennspannung | Kompatibles Footprint                     |
| ---------- | ---------- | ----------------------- | --------------- | -------------------- | ----------------- | ----------------------------------------- |
| Melf       | (MMB) 0207 | SOD-106, DO-213AB       | 5,8 mm × 2,2 mm | 0,40 … 1,00 W        | 350 V             | Chip-Bauform 2512 (ca. 6,35 mm × 3,20 mm) |
| Mini-Melf  | (MMA) 0204 | SOD-800, DO-213AA       | 3,6 mm × 1,4 mm | 0,25 … 0,45 W        | 200 V             | Chip-Bauform 1206 (ca. 3,20 mm × 1,60 mm) |
| Micro-Melf | (MMU) 0102 |                         | 2,2 mm × 1,1 mm | 0,20 … 0,30 W        | 150 V             | Chip-Bauform 0805 (ca. 2,00 mm × 1,25 mm) |

- Der angegebene Bereich der Verlustleistung entspricht dem Bereich, der durch die beiden vom Hersteller angegebenen Betriebsmodi Standard und Power aufgespannt wird.

## Ähnliche Bauformen
- Chip-Bauform